# إيرل إيرفين ويست
إيرل إيرفين ويست (بالإنجليزية: Earl Irvin West)‏ هو مؤرخ المسيحية أمريكي، ولد في 18 مايو 1920 في كارمل في الولايات المتحدة، وتوفي في 4 فبراير 2011 في ممفيس في الولايات المتحدة.